# Pieter Huijsers
Pieter Huijsers (Breda, 1781 - Breda, 23 februari 1848) was een Nederlandse architect.

## Leven en werk
Huijsers (ook: Huysers) werd 23 september 1781 gedoopt in de Grote Kerk in Breda. Hij was een zoon van Arij Huijsers, metselaar en aannemer, en Hermina Holswilders. Hij trouwde in 1805 met Wilhelmina Jacoba van Naerssen. Hij wordt in de patentregisters van Breda vermeld als metselaar, timmerman, koopman (in kalk en steen), architect en commissionair van de beurtschippers.
Hij overleed op 66-jarige leeftijd, in zijn huis aan de Haven.

## Bouwwerken (selectie)
- 1822 Pieter Huysers Huis in Chaam
- ca. 1828 Raadhuis in Steenbergen
- 1830-1840 Raadhuis in Zundert
- 1832 Gietijzeren grafmonument voor Cornelis Jan Wouter Nahuys (1762-1831) op de begraafplaats Zuylen in Breda
- 1835-1848 Nieuwe Kerk in Zierikzee
- 1837 Sint-Antoniuskathedraal in Breda

## Fotogalerij

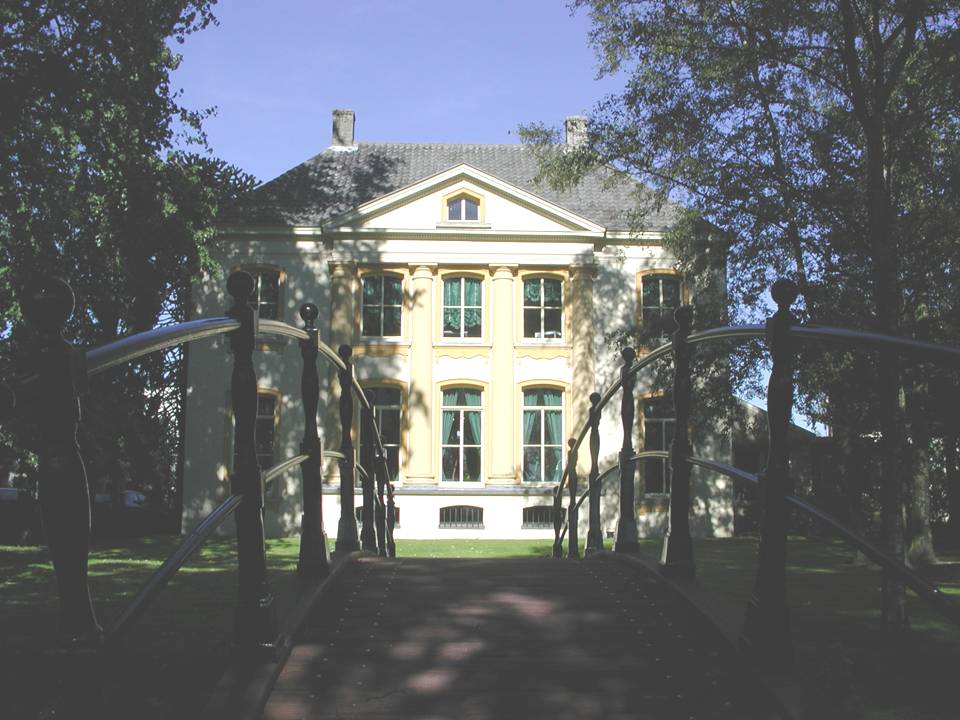
Pieter Huysers Huis
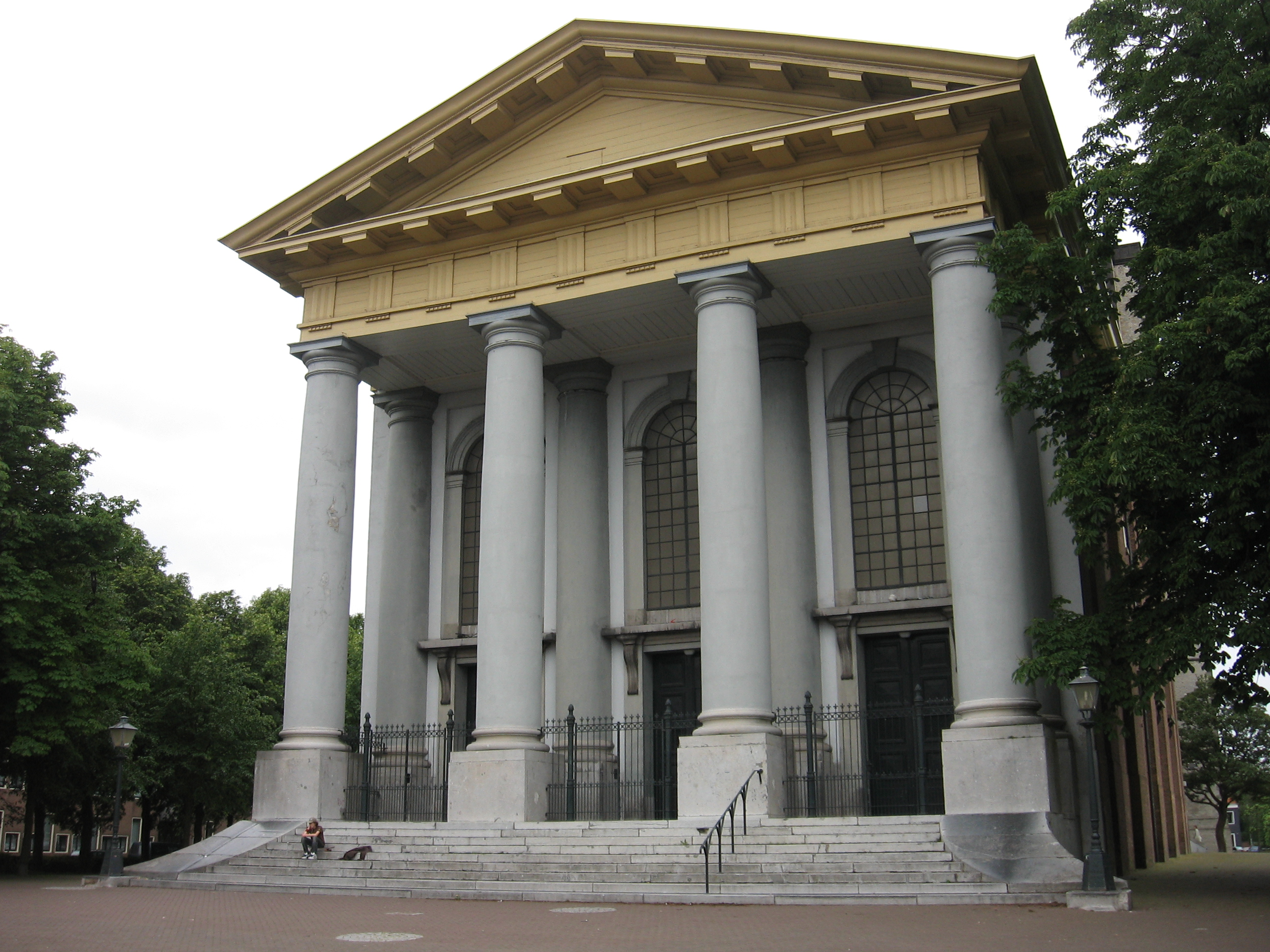
Nieuwe Kerk (Zierikzee)
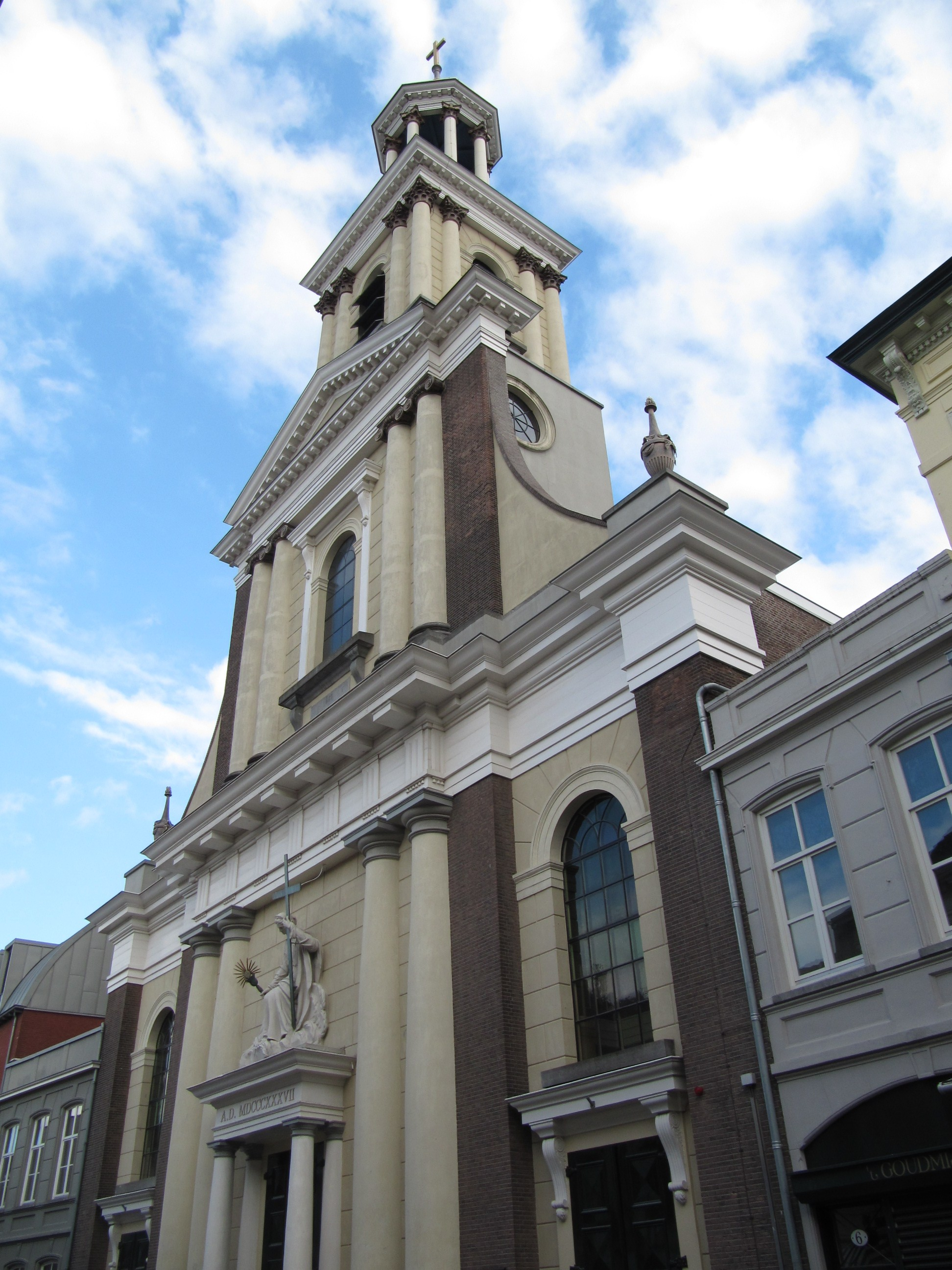
Sint-Antoniuskathedraal (Breda)